# Minulý opakovaný čas
Minulý čas opakovaný je zvláštní druh mluvnického času, který se v češtině nevyskytuje. Používá se pouze v litevštině a vyjadřuje opakovaný minulý děj. 
Při tvorbě tohoto času se přidává přípona -dav- ke slovesu před osobní koncovku, například:
imti-dav-au → Imdavau. (= Brával jsem.)
Tento čas pravděpodobně vznikl o mnoho později než ostatní tři časy (přítomný, budoucí a minulý), protože se v příbuzné lotyštině nevyskytuje.